# Maintenant je sais
Singles de Jean Gabin
Quand on se promène au bord de l'eau
(1936) But Now I Know
(1974)
Maintenant je sais (But Now I Know en anglais) est une chanson française de 1974 interprétée par Jean Gabin. C'est la reprise de la chanson But Now I Know de Harry Philip Green et interprétée en 1973 par Noel Purcell sur la face B de son 45-tours The Filly With the Long Black Mane. Elle est adaptée en français par Jean-Loup Dabadie.
Ce titre signe le retour de Jean Gabin à la chanson, 38 ans après Quand on se promène au bord de l'eau enregistrée en 1936 pour le film La Belle Équipe de Julien Duvivier. Dans cette chanson, un monologue parlé plus que chanté, un homme à l'automne de sa vie fait le bilan de ce qu'il a pu apprendre au fil du temps.
La chanson est enregistrée le 7 juillet 1974 au Studio 10, à Paris ; l'orchestre est dirigé par Jean-Pierre Sabar. Le disque sort pendant l'été, grimpe jusqu'à la 6e place du hit-parade français en août 1974 et se classe 35e des ventes sur l'ensemble de l'année 1974. La chanson atteint la deuxième place du hit-parade québécois en octobre 1974.
En 1975, Gabin interprète la chanson sous son titre original, But Now I Know, pour le marché américain. Les paroles sont celles d'origine à l'exception du dernier couplet,.
Cette chanson, en français comme en anglais, fait partie de la bande originale du film de Claude Lelouch Attention bandits !, sorti le 3 juin 1987, dont Francis Lai signe la musique.

## Classements hebdomadaires
| Classement (1974)                       | Meilleure place |
| --------------------------------------- | --------------- |
| Belgique (Wallonie Ultratop 50 Singles) | 6               |
| France (IFOP)                           | 6               |
| Québec (ADISQ)                          | 2               |

## Reprises
- En 1975, elle est adaptée en allemand et chantée par Heinz Rühmann sous le titre Ich Weiß[14]
- En 1993, la version française est reprise par Jackie Sardou sur son album Chante[15],[16].
- La version originale de Philip Green est reprise par Joe Lynch[Lequel ?] et figure sur la compilation Little Town In The Old County Down, Vol. 1.
- En 2012, la version française est reprise par Annie Cordy sur son album Ça me plaît, pourvu que ça vous plaise